# Galium glandulosum
Galium glandulosum är en måreväxtart som beskrevs av Hand.-mazz.. Galium glandulosum ingår i släktet måror, och familjen måreväxter. Inga underarter finns listade i Catalogue of Life.